# Marcella Place
Marcella Place, född den 23 april 1959 i Long Beach, Kalifornien, är en amerikansk landhockeyspelare.
Hon tog OS-brons i damernas landhockeyturnering i samband med de olympiska landhockeytävlingarna 1984 i Los Angeles.